# Via Baldo degli Ubaldi
Via Baldo degli Ubaldi è una strada lunga 1,1 km, del quartiere Aurelio di Roma, anche se generalmente è di uso comune chiamare con il nome della strada tutta l'area circostante, per l'importanza della strada. Si trova nel XIII municipio del comune, nel quadrante sud-ovest.
La strada è un proseguimento di Via Angelo Emo, e congiunge il rione Prati con Piazza Irnerio, dove inizia Via di Boccea. Da questa piazza prosegue la Via Aurelia fino a Piazza San Giovanni Battista della Salle (qui si incrociano Via Aurelia con la Circonvallazione Cornelia e la Circonvallazione Aurelia) e poi fino al confine con la Francia.
La strada è in lieve salita, essendo il terreno circostante un continuo dei due colli circostanti: il Gianicolo e Monte Mario.
Da Piazza Irnerio, essendo più alta rispetto all'inizio della via, si può vedere benissimo la cupola di San Pietro.

## Storia
La strada è intitolata a un giurista del XIV secolo, Baldo degli Ubaldi.
La sua storia risale all'immediato dopoguerra: negli anni cinquanta era una via di campagna priva di palazzi.
Lo sviluppo della strada iniziò negli anni sessanta con l'edificazione e fu parallelo a quello della zona circostante.
Con la costruzione delle nuove fermate della Linea A della metropolitana di Roma, nel 2000, la via ha tratto dei grandi benefici, compreso il suo restyling e miglioramento del traffico.

## Trasporti
|  | È raggiungibile dalla stazione di Valle Aurelia. |

- Gli autobus, gestiti dall'ATAC che fermano in Via Baldo degli Ubaldi sono il 490 (Stazione Tiburtina/Tiburtina - Circonvallazione Cornelia), il 495 (Stazione Tiburtina/Tiburtina - Viale Valle Aurelia), l'892 (Viale Valle Aurelia - Via Aldobrandeschi), l'nMA (Notturno Battistini - Anagnina).

## Parchi
Il parco Giovanni Paolo I in Via Giovan Battista Gandino, recentemente ripulito.

## Costruzioni storiche
- La fornace Veschi
- L'ex ponte della ferrovia, sostituito dal nuovo ponte a binario doppio della FR3

## Strutture
La casa dello studente, inaugurata nel 2009, si trova sulla via, nel terreno compreso tra Via Umberto Moricca e Via di Valle Aurelia.

### Strutture sanitarie
- Ospedale San Carlo di Nancy, in Via Aurelia
- IDI, Istituto Dermopatico dell'Immacolata, in Via dei Monti di Creta